# 요시다촌 (지바현)
요시다촌(吉田村)은 지바현 소사군에 일찍이 존재했던 촌이다. 

## 지리
- 현재의 소사시 동부에 해당한다.

## 역사
- 1889년 4월 1일 - 정촌제 시행에 수반해 가토리군 요시다촌이 성립하였다.
- 1948년 11월 3일 - 소사군으로 이관되어 소사군 요시다촌이 되었다.
- 1954년 3월 31일 - 요카이치바정, 헤이와촌·진카이촌·소사촌·도요사카촌·스카촌·교코촌·이다카촌·도요와촌과 합병해, 요카이치바시가 성립해, 요시다촌은 소멸하였다.

## 인구
| 1891년 | 1,509 |
| 1914년 | 1,654 |
| 1920년 | 1,528 |
| 1930년 | 1,610 |
| 1954년 | 2,028 |

## 교통

### 철도
- 나리타 철도
  - 다코선 (1944년 1월 11일에 휴업, 1946년 10월 9일에 폐선되었다.)

## 참고문헌
- 角川日本地名大辞典編纂委員会『角川日本地名大辞典 12 千葉県』、角川書店、1984年 ISBN 4040011201